# Джабаб
Джабаб (англ. Jabab, араб. جباب) — поселення в Сирії, що складає невеличку друзьку общину в нохії Габагіб, яка входить до складу мінтаки Ес-Санамейн в південній сирійській мухафазі Дара.